# Revisore legale
Il revisore legale è un professionista che si occupa di revisione contabile, quindi esperto in contabilità, bilancio e controllo interno ed esterno delle scritture contabili di società di capitali, enti pubblici, privati e non profit. In generale in una molteplicità di discipline economiche e spesso giuridiche.

## Ordinamento giuridico in Italia
In Italia i revisori legali sono iscritti presso il Registro dei Revisori Legali tenuto dal Ministero dell'economia e delle finanze, unitamente al Registro dei Tirocinanti.
Le funzioni spettanti al Ministero dell'economia e delle finanze in materia di revisione legale sono esercitate attraverso il Dipartimento della Ragioneria generale dello Stato - Ispettorato Generale di Finanza. Per il supporto allo svolgimento delle attività di cui all'articolo 21, comma 1, del decreto legislativo n. 39 del 2010, il Dipartimento della Ragioneria generale dello Stato si avvale su base convenzionale di Consip S.p.A., società interamente partecipata dal Ministero dell'economia e delle finanze.
Fino al 30 settembre 2006 l'albo era tenuto da un'apposita Commissione presso il Ministero della giustizia. Dal 1º ottobre 2006 al 31 dicembre 2007, la tenuta dell'Albo dei Revisori Legali, così come la gestione del registro del Tirocinio, è stato di competenza dell'Istituto dei Revisori Contabili, un consorzio senza fini di lucro nato dalla collaborazione tra il Consiglio Nazionale dei Dottori Commercialisti ed il Consiglio Nazionale dei Ragionieri e Periti Commerciali.
Dal 1º gennaio 2008 e fino all'entrata in vigore del Decreto Legislativo n. 39/2010, il Registro è stato gestito una società unipersonale costituita dal Consiglio Nazionale dei Dottori Commercialisti ed Esperti Contabili.
Il revisore legale certifica che il bilancio è stato redatto secondo corretti principi contabili, e l'aggiornamento continuo che ne operano la dottrina, la pratica e la normativa.
Il revisore legale dei conti non ha poteri ispettivi e non certifica i dati di bilancio e l'autenticità dei documenti. La legge attribuisce la responsabilità penale in materia di falso in bilancio esclusivamente agli amministratori della società. Il revisore è perseguibile qualora si dimostri la mala fede e il favoreggiamento.
Le società che certificano i bilanci possono legittimamente supportare i clienti anche nella redazione del bilancio d'esercizio, evitando il conflitto di interessi fra le attività di certificazione dei bilanci, e quella di consulenza amministrativa e contabile.

### Accesso alla professione
Secondo il Decreto Legislativo N° 88 del 27 gennaio 1992, possono iscriversi al Registro dei Revisori Legali, acquisendo il diritto legale dell'utilizzo del relativo titolo professionale, coloro i quali, dopo l'iscrizione nel registro del Tirocinio, hanno compiuto un praticantato di durata triennale presso un revisore contabile avente ad oggetto il controllo di bilanci di esercizio e consolidati.
Per iscriversi è necessario, inoltre, essere abilitati alla professione di Dottore commercialista o Esperto contabile[fonte?]

### L'esame di Stato
L'esame di abilitazione all'esercizio della professione di Revisore Legale si tiene una volta l'anno a Roma, e consiste in prove scritte e orali dirette all'accertamento delle conoscenze teoriche del candidato e della sua capacità di applicarle praticamente, nelle materie che seguono:
1. contabilità generale
2. contabilità analitica e di gestione
3. disciplina dei bilanci di esercizio e consolidati
4. controllo della contabilità e dei bilanci
5. diritto civile e commerciale
6. diritto fallimentare
7. diritto tributario
8. diritto del lavoro e della previdenza sociale
9. sistemi di informazione e informatica
10. economia politica e aziendale e princìpi fondamentali di gestione finanziaria
11. matematica e statistica

Per le materie elencate da 5 a 11, l'accertamento delle conoscenze teoriche e della capacità di applicarle praticamente è limitato a quanto necessario per il controllo della contabilità e dei bilanci.
Per tutti coloro che hanno superamento l'esame di Stato per l'abilitazione alla professione di Dottore Commercialista o di Esperto Contabile entro la seconda sessione 2016 è consentita l'iscrizione anche al Registro dei Revisori Legali. Diversamente, con l'emanazione dell'art. 11 del DM n. 63 del 29 gennaio 2016, coloro che abbiano superato l'Esame di Stato per l'abilitazione alla professione di Dottore Commercialista o di Esperto Contabile dalla prima sessione 2017 in poi, possono iscriversi al Registro dei Revisori Legali solo previo superamento di un esame integrativo. L'esame integrativo si compone di due prove, una scritta ed una orale ed è tenuto presso le Università sedi d'esame per l'abilitazione alla professione di Dottore Commercialista ed Esperto Contabile.

### Società di revisione
Oltre alle persone fisiche, possono svolgere attività di revisione legale dei conti anche le Società di revisione regolarmente iscritte in un apposito registro tenuto dalla Consob fino a settembre 2012. (dal 13 settembre 2012 è istituito il Registro dei revisori legali presso il Ministero dell'economia e delle finanze nel quale transitano anche le società di revisione iscritte in precedenza nell'Albo speciale tenuto dalla Consob).
Hanno diritto all'iscrizione nel registro le società che hanno la sede principale o una sede secondaria con rappresentanza stabile in Italia e rispondono ai seguenti requisiti:
1. oggetto sociale limitato alla revisione e alla organizzazione contabile di aziende
2. rappresentanti la società nel controllo legale dei conti e maggioranza degli amministratori iscritti nel registro
3. nelle società regolate nei capi II, III e IV del titolo V del libro V del codice civile, maggioranza numerica e per quote dei soci costituita da iscritti nel registro
4. nelle società regolate nei capi V, VI e VII del titolo V del libro V del codice civile, maggioranza dei diritti di voto nell'assemblea ordinaria spettante a persone fisiche iscritte nel registro
5. nelle società regolate nei capi V e VI del titolo V del libro V del codice civile, azioni nominative e non trasferibili mediante girata
  1. Per le società semplici si osservano le modalità di pubblicità previste dall'art. 2296 del codice civile
  2. Per le società iscritte nell'albo previsto dal decreto del Presidente della Repubblica 31 marzo 1975, n. 136 non è richiesta l'iscrizione nel registro